# Pandeiro
Pandeiro é um tipo de instrumento musical de percussão que consiste numa pele esticada numa armação (aro) estreita, que não chega a constituir uma caixa de ressonância. Tornou-se tão popular no Brasil que foi descrito como um instrumento não oficial dessa nação, e é mencionado na música "Aquarela do Brasil". O pandeiro é usado em diversas formas de música brasileira, como samba, choro, coco e capoeira. O pandeiro brasileiro deriva da pandeireta ou pandereta da Espanha e Portugal, possuindo dimensões que variam de 8 a 12".
São geralmente circulares (por exemplo, na pandeireta), mas podem ter outros formatos (por exemplo, quadrangular no adufe). Enfiadas em intervalos ao redor do aro, podem existir platinelas (soalhas) duplas de metal, ou não (por exemplo, no tamborim). Pode ser brandido para produzir som contínuo de entrechoque, ou percutido com a palma da mão e os dedos.
No Brasil, a palavra “pandeiro” veio a designar um pandeiro específico, de dimensões que variam de 8 a 12", muito usado no samba e no pagode, mas não se limitando a esses ritmos, sendo encontrado no baião, coco, maracatu, entre outros, e por isso, considerado por alguns o instrumento nacional[carece de fontes?] do Brasil.

## Partes do pandeiro
- Fuste ou aro de madeira – Colagem de tiras de madeira (em torno de quatro), com cola de alta resistência e durabilidade. As fresas (aberturas onde ficam as platinelas) são de diversas alturas, conforme o tipo e tamanho das platinelas. É ornamentado com marchetaria, se for um pandeiro tipo "Especial". Se for do modelo "Padrão" recebe um pequeno adorno. O modelo "Pop" é o mais simples e o de menor custo. São utilizadas diversas madeiras no acabamento, principalmente madeiras brasileiras, de grande resistência e leves. O fuste pode medir 8, 10, 10.5, 11 ou 12 polegadas.
- Aro – Em aço inoxidável escovado.
- Pele – Convencionalmente em pele selecionada de cabra. Há variações com acrílico e fórmica, sendo transparentes, leitosos ou holográficos.
- Conjunto do esticador – Peças de aço e de latão, cromadas ou niqueladas: tirante, anel, porca, mesa, parafuso de fixação da mesa e arruela.
- Platinelas do pandeiro ou Soalhas – Placas abauladas de metal, de diversos diâmetros, prensadas a 15 toneladas, cromadas ou niqueladas, em latão ou bronze fosforoso.
- Abafador do pandeiro – Chapa plana fina de latão, colocada entre as platinelas.
- Acessórios do pandeiro – Chave para afinação, espátula de bambu para retirada do excesso de cera e impurezas, pinça para auxiliar na retirada das travas, caixa contendo cera e travas, chave para retirada do pino das platinelas e chaves do estojo.

## História do pandeiro
Desde o neolítico que o instrumento é bastante conhecido e popular na Ásia, África e Europa, havendo no entanto a possibilidade de já existir no paleolítico. Em todas as grandes civilizações do passado, do Crescente Fértil ao Egito, passando pela Grécia e Roma, o pandeiro aparece representado com vulgaridade especialmente em volta do Mediterrâneo. O seu uso manteve-se até à atualidade na maioria das regiões do mundo chegando a alcançar orquestras, na execução da ópera Preciosa, de Weber. 
Existe com tamanhos e formas diversificadas como o pandeiro, a pandeireta ou o adufe. Gerou variações como a pandeirola

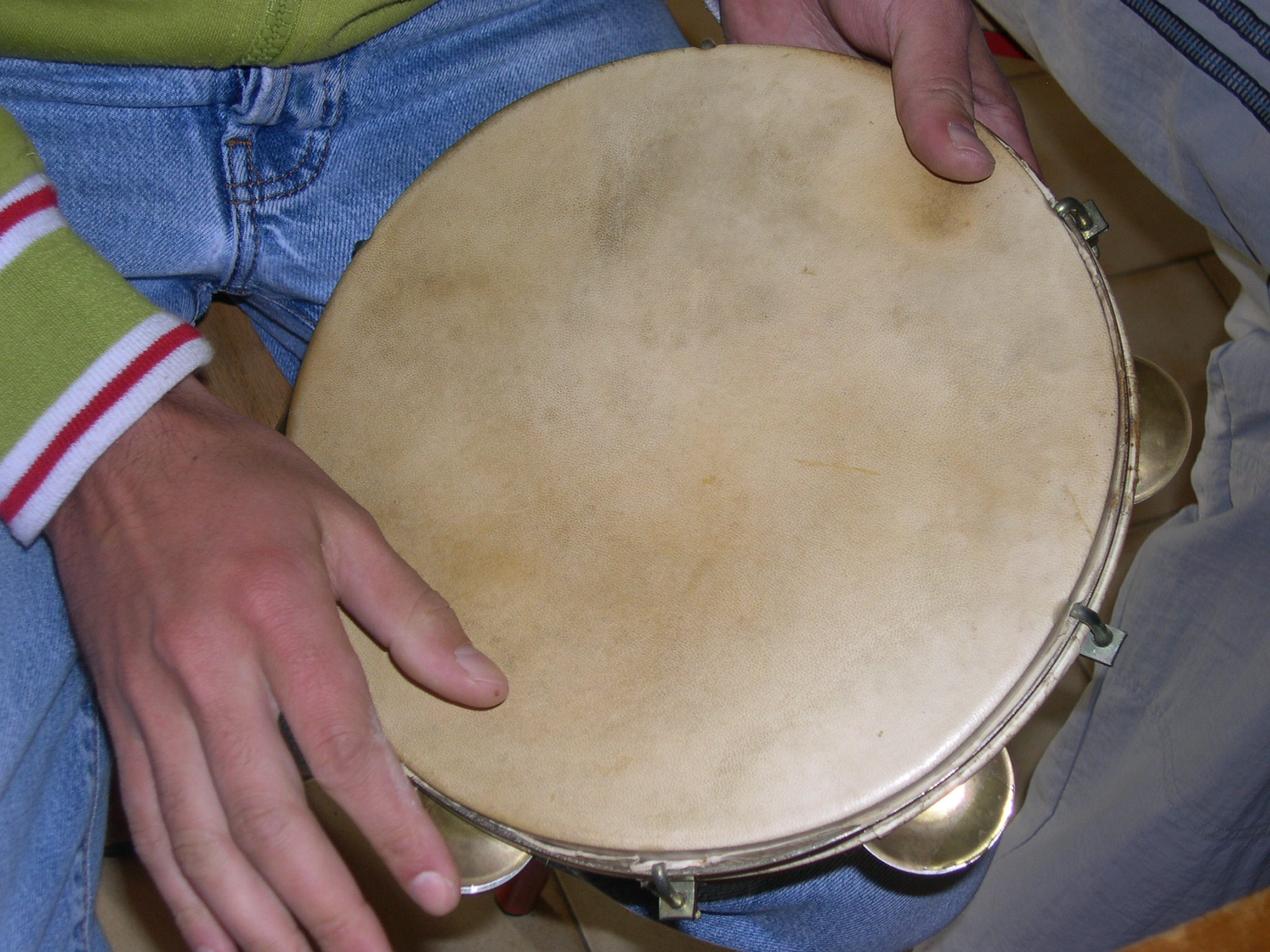
pandeiro

No Brasil, quando surgiu o choro, no final do século XIX, o pandeiro veio dar o toque final ao ritmo marcante e brejeiro, inicialmente executado ao piano e instrumentos de corda e de sopro.
De início, os pandeiros eram fabricados de forma simples, sem apuro técnico. Hoje, alguns fabricantes se esmeram na sua confecção, utilizando membrana de pele de cabra para se conseguir, no pandeiro, os sons graves do surdo e platinelas de metais nobres para se alcançar um som brilhante e preciso.
Os pandeiros mais utilizados têm diâmetro de 10 polegadas, porém eles existem também com diâmetro de 10.5, 11 e 12 polegadas. Conforme o tamanho do aro, o número de platinelas varia de 5 a 10 pares.
Pandeiristas existem por todos os rincões do Brasil, seja atuando em conjuntos de choro e de samba, em orquestras, e até aqueles que simplesmente carregam seu pandeiro aonde quer que vão, tocando em reuniões musicais. Na história da MPB, têm sido muitos os pandeiristas ilustres.
No Carnaval brasileiro o instrumento é muito utilizado. O pandeirista muitas vezes toca o instrumento enquanto uma sambista dança na sua frente. Também são vistas acrobacias giratórias com o pandeiro.

## Capoeira do Brasil
No Brasil, o pandeiro entrou por via portuguesa (sua provável origem é árabe). O negro aproveitou o pandeiro para utilizá-lo em seus folguedos.O pandeiro era usado para acompanhar as procissões religiosas, assim como ele fez parte da primeira procissão que se realizou no Brasil, em 13 de junho de 1549 na Bahia (Corpus Christi). Feito de couro de cabra e madeira, de forma arredondada, é o som cadenciado do pandeiro que acompanha o som do berimbau, dando "molejo" ao som da roda. Ao tocador de pandeiro é permitido executar floreios e viradas para enfeitar a música.